# Acianthera sarcosepala
Acianthera sarcosepala é uma espécie de orquídea (Orchidaceae) que existe na Venezuela, antigamente subordinada ao gênero Pleurothallis.

## Publicação e sinônimos
- Acianthera sarcosepala (Carnevali & I.Ramírez) Carnevali & G.A.Romero in O.Hokche, P.E.Berry & O.Huber (eds.), Nuevo Cat. Fl. Vasc. Venezuela: 754 (2008)

Sinônimos homotípicos:
- Pleurothallis sarcosepala Carnevali & I.Ramírez in G.A.Romero & G.Carnevali, Orchids Venezuela, ed. 2: 1144 (2000).